# Мухаммад Шах (султан Брунею)
Мухаммад Шах, народжений Алак Бетатар — напівлегендарний брунейський герой, перший ісламський султан Брунею та засновник султанату Бруней-Даруссалам.
Згідно з різними брунейськими версіями правив у 1363–1402 або 1405–1415 роках.

## Біографія
Алак Бетатар описаний у брунейській епічній поемі «Сіаїр Аванг Семаун» (малай. Syair Awang Semaun). Згідно з нею, він був один з 14 братів, синів Дева Емаса Каянгана малай. Dewa Emas Kayangan. Сам Дева Емас Каянган народився з яйця, що боги спустили з неба. Декілька братів захопили в полон доньку султана Джохору й привезли її до Алака Бетатара, з яким вони одружилися. Тоді султан послав птаха шукати дочку. Дочка повідомила птасі, що щаслива вийти заміж за нащадка богів, тому джохорський султан приїхав у Бруней та проголосив Алака Бетатара першим правителем.
Ісламські джерела «Родовід брунейських султанів» (малай. Silsilah Raja-Raja Brunei), найраніші копії яких датовані 1735 роком, та «Генеалогічна таблиця» (малай. Batu Tersilah Brunei) 1807 року асоціюють героя поеми Алака Бетатара з першим ісламським султаном Мухаммадом Шахом. Вони повідомляють, що Алак Бетатар відправися в Джохор, щоби отримати титул султана, а його найстарший брат Патех Бербай став першим міністром (бендагарою)
Сучасна брунейська історіографія вважає Мухаммада Шаха першим ісламським султаном, що правив у XIV чи на початку XV століття. Проте з інших джерел відомо, що до кінця XIV століття Бруней був залежний від індуїстської імперії Меджепегіт, а за записами португальських військових чиновників Малакки ще й у 1514 році брунейський монарх лишався язичником і лише 1515 року прийняв іслам.
Вочевидь легендарна постать Алака Бетатара мала легітимізувати родовід султанів Брунею та пов'язати їх з ісламськими монархіями Джохору й Малакки, місцевими племенами Борнео, звідки походили матері братів. Божественне походження батька та зв'язки з Китаєм та Аравією слугували тій же меті.